# Oto Lechnitzky
Oto Lechnitzky (někdy také Otto Lechnitzky; * Slovensko) je slovenský fotograf, patřil mezi nejznámější vydavatele pohledniv v Banské Bystrici. Jeho syn je také fotograf Alexander Lechnitzky.

## Životopis
Asi od roku 1890 byl majitelem fotoateliéru v Banské Bystrici. Věnoval se portrétu, vytvořil obrazovou galerii banskobystrických ulic, budov a zákoutí. Patřil mezi známé vydavatele pohlednic, kterých po roce 1918 bylo na Československém území asi šedesát. V Banské Bystrici kromě Lechnitzkého vydávali pohlednice ještě další autoři jako například: Henrik Alpár, Elek Ivánszky, Mór Sonnenfeld, Filip Machold, Jakub Karmiol, Adolf Walther, Bernát Strelinger a Tivadar Krausz.
Asi v roce 1920 převzal fotoateliér jeho syn Alexander.